# Willrath Dreesen

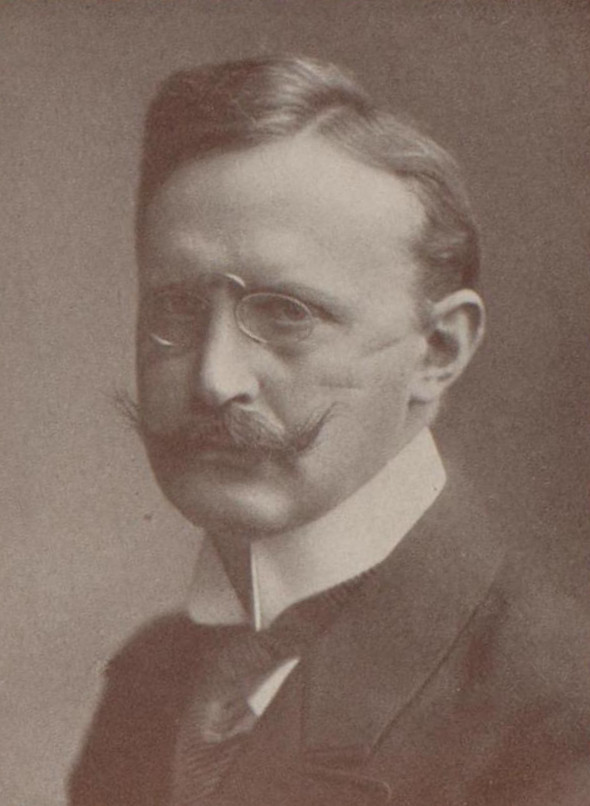
Willrath Dreesen

Willrath Dreesen (* 14. Mai 1878 in Norden; † 14. August 1950 auf Langeoog) war ein deutscher Redakteur, Kurdirektor und Schriftsteller.

## Leben
Willrath Dreesen war der Sohn eines Kolonialwarenhändlers. Er wuchs in Norden auf, wo er das Gymnasium besuchte und 1898 die Reifeprüfung ablegte. Anschließend studierte er Theologie an den Universitäten in Göttingen, Marburg und Basel. Während seines Studiums in Göttingen wurde er 1898 Mitglied der Burschenschaft Brunsviga. 1902 setzte er sein Studium an der Universität Bonn fort, wo er zu den Fächern Germanistik und Philosophie wechselte. 1905 promovierte er mit einer Arbeit über Theodor Storm zum Doktor der Philosophie. Nachdem Dreesen während seiner Studienzeit als Lehrer und Vortragsreisender tätig gewesen war, hatte er ab 1913 die Stelle eines Lektors für Sprechkunst und Ästhetik an der Universität Frankfurt inne.
Nach dem Ersten Weltkrieg war Willrath Dreesen von 1919 bis 1924 als Redakteur und Mitglied der Geschäftsleitung im Leipziger Reclam-Verlag tätig. Von 1924 bis 1928 war er als Nachfolger Jakob Pauls’ Gemeindevorsteher auf der Insel Langeoog. Ebenfalls hatte er 1927/28 die Position des Schiffahrtsdirektors auf der Insel inne. Während seiner Zeit als Gemeindevorsteher war er auch Kurdirektor der Insel; ab 1930 reorganisierte er erfolgreich das sächsische Kurbad Lausick, dessen Direktor er ein Jahrzehnt lang war. Am 30. Juni 1937 beantragte er die Aufnahme in die NSDAP und wurde rückwirkend zum 1. Mai desselben Jahres aufgenommen (Mitgliedsnummer 4.283.073). Nachdem die Besitzer dieses Kurbades 1946 von den sowjetischen Besatzungsbehörden enteignet worden waren, ernannte das Land Sachsen Dreesen zum Treuhänder. Nach seiner Pensionierung im Jahre 1948 kehrte er nach Langeoog zurück, wo er bis zu seinem Tode erneut als Kurdirektor wirkte.
Willrath Dreesen veröffentlichte vor dem Ersten Weltkrieg Romane, Gedichte (teilweise in ostfriesischem Dialekt) und Theaterstücke; sein Werk ist stark von seiner ostfriesischen Heimat geprägt. Spätere, neben seiner beruflichen Tätigkeit entstandene Gedichte erschienen 1953 posthum.
Nach ihm wurde mit der Willrath-Dreesen-Straße eine Straße auf Langeoog benannt. Sein Wohnhaus wird heute als Pension genutzt.

## Werke
- Meer, Marsch und Leben, Stuttgart [u. a.] 1904
- Romantische Elemente bei Theodor Storm, Dortmund 1905
- Eala freya Fresena!, Oldenburg [u. a.] 1906
- Ebba Hüsing, Leipzig 1910
- Gedichte, Leipzig 1910
- Sturmflut, Leipzig 1910
- Neudeutsche Kulturpolitik und Reclam, Leipzig 1919
- Der Eisvogel und andere Gedichte, Leer (Ostfriesl.) 1953